# Nothing Really Matters
«Nothing Really Matters» es una canción interpretada por la cantante estadounidense Madonna, incluida en su séptimo álbum de estudio, Ray of Light (1998). Fue compuesta por Madonna y Patrick Leonard, mientras que la producción estuvo a cargo de la primera, William Orbit y Marius de Vries. Las compañías Maverick y Warner Bros. Records la publicaron como el quinto y último sencillo del disco el 26 de febrero de 1999. Es una canción de géneros disco y trance que incluye ritmos de techno y dance, así como música ambiental y frecuencias de ruido electrónico agregadas por de Vries. La letra ahonda en el nacimiento de la primera hija de Madonna, Lourdes «Lola» León, y explora otros temas como el egoísmo y la maternidad.
En términos generales, obtuvo reseñas variadas, aunque en su gran mayoría de carácter favorable; la crítica resaltó la letra y la composición, aunque consideró que no estaba a la altura en comparación con otras canciones del material. Desde el punto de vista comercial, alcanzó la primera posición en España y Hungría y estuvo entre los diez primeros en Canadá, Finlandia, Grecia, Islandia, Nueva Zelanda, Países Bajos, Polonia y Reino Unido. En Estados Unidos, fue el vigésimo primer número uno de Madonna en el conteo Dance Club Songs; sin embargo, se convirtió en su sencillo con la posición más baja dentro de la lista Billboard Hot 100, tras ocupar el puesto 93. Esto se debió al retraso del lanzamiento físico, mucho después de que lograra popularidad en las radios y discotecas del país.
El videoclip, dirigido por Johan Renck, tuvo su estreno en MTV el 13 de febrero de 1999. Inspirado en la novela Memorias de una geisha (1997) de Arthur Golden, muestra a la cantante como una geisha mientras baila en una habitación, intercalado con escenas de bailarines de ascendencia asiática que realizan movimientos butō. Madonna luce un kimono rojo —confeccionado por el diseñador de moda francés Jean-Paul Gaultier— que usó nuevamente durante la presentación de la canción en la 41.ª entrega anual de los premios Grammy, celebrada ese mismo mes en Los Ángeles. Casi veinticinco años después de su lanzamiento, el tema formó parte de la gira The Celebration Tour (2023–2024), realizada para conmemorar los cuarenta años de carrera de Madonna. «Nothing Really Matters» ha sido citado como uno de sus sencillos más infravalorados, sumado a que periodistas y académicos consideraron el videoclip y el vestuario como una de las mejores y más icónicas reinvenciones de Madonna.

## Antecedentes

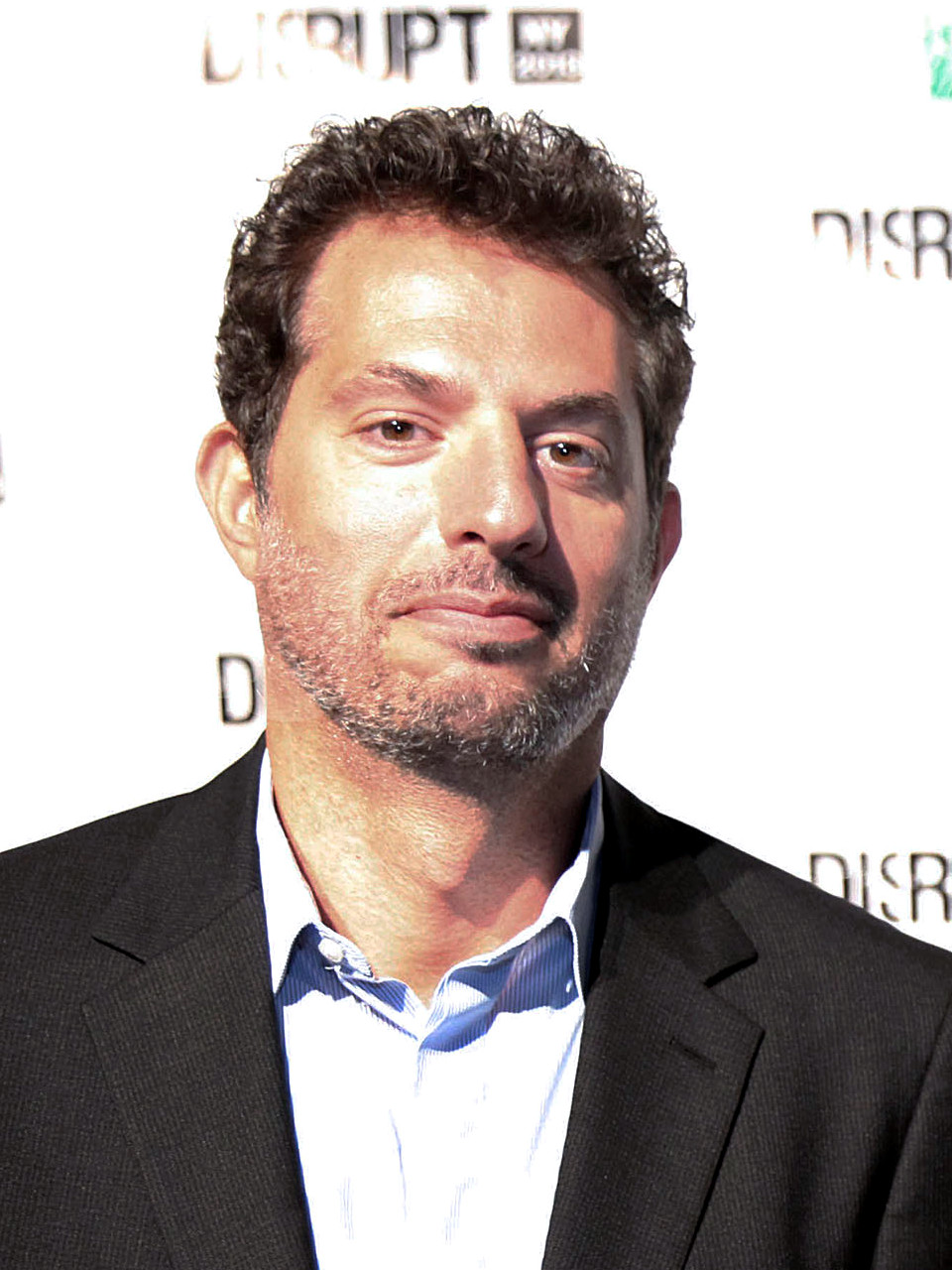
Para «Nothing Really Matters», Madonna trabajó con el productor William Orbit luego de que Guy Oseary (fotografía), socio de la discográfica Maverick, se contactara con él y le solicitase algunas melodías para la cantante

Entre 1996 y 1998, Madonna pasó por una serie de experiencias que le «cambiaron la vida», entre ellas el nacimiento de su hija Lourdes «Lola» León, su interés por el yoga, el misticismo oriental y la cábala, así como el papel protagónico de Eva Perón en la adaptación cinematográfica del musical Evita, dirigida por Alan Parker. En 1997, empezó a trabajar en su séptimo álbum de estudio Ray of Light; para ello, compuso canciones con William Orbit, Rick Nowels, Patrick Leonard y Babyface con el propósito de que reflejara los «cambios de perspectivas» en relación con su vida personal. Joan Anderman del Boston Globe señaló que se trataba de un «disco dance profundamente espiritual», cuyo meollo se basaba en «liberarla de una carrera construida sobre imágenes recogidas e identidades cultivadas». La maternidad había suavizado emocionalmente a la artista, lo que se reflejaba en las canciones. En este sentido, ideó conceptos y usó palabras que implicaban pensamientos más profundos y personales, en lugar de las melodías típicas de música dance que había compuesto anteriormente. En aquella época, se encontraba en su fase «más espiritual» y, a medida que crecía su interés por el misticismo y la Cábala, las letras adquirían un enfoque «menos situacional y más universal». En una entrevista con la revista Q, expresó que la maternidad la llevó a «buscar respuestas a preguntas que nunca antes me había hecho».
Madonna compuso la canción con Leonard durante el desarrollo de Ray of Light, aunque, a diferencia de su dinámica de trabajo anterior, este último solo coescribió cuatro temas del disco: «Nothing Really Matters», «Skin», «Sky Fits Heaven» y «Frozen». Su participación en la producción también fue mínima, ya que, en ese momento, la artista buscaba «cierta sensibilidad europea» en el álbum con música de Inglaterra y Francia que no «podría haber obtenido de un productor estadounidense». Por ende, trabajó principalmente con Orbit luego de que Guy Oseary, socio de la discográfica Maverick, se contactara con él y le solicitase algunas melodías para la cantante; le envió una cinta de audio digital de trece pistas, entre las cuales se encontraba una maqueta de «Nothing Really Matters». A los cinco días, ella se comunicó con el productor y le comentó que estaba interesada en colaborar con él. Era gran admiradora de los discos del productor y de las remezclas que había creado para sus sencillos anteriores; agregó: «Estaba interesada en fusionar una especie de sonido futurista, pero también usar muchas influencias indias, marroquíes y cosas así. Quería que sonara viejo y nuevo al mismo tiempo».

## Desarrollo y grabación
Para «Nothing Really Matters», Madonna empleó lo que Lucy O'Brien, autora de Madonna: Like an Icon (2007), denominó la «estrategia psicológica» de enfrentar a dos productores entre sí para que, de esa manera, cada uno pudiese «elevar su juego». De acuerdo con el coproductor Marius de Vries, era el tema que más tenía preparado de antemano; durante las sesiones, Orbit consideró sus contribuciones «desagradables», a lo que respondió: «En todas las colaboraciones le dejé mucho espacio, pero aquí quería poner algo sobre la mesa y decir: "Esto es lo que pienso"». Para ello, había añadido frecuencias de ruido electrónico en la introducción y afirmó que tenía una «visión de cómo terminar la canción». A Orbit no le gustó la adición, ya que le parecía que la cinta de audio digital estaba rota, y de Vries defendió su contribución al confirmar que ese era precisamente el punto desde un principio: «Es bastante lenta para una melodía dance de esa naturaleza, no una melodía pausada». Pese al desacuerdo de Orbit, el sonido se mantuvo por decisión de Madonna.
Un aspecto que O'Brien analizó es cómo la maternidad había transformado a la artista de manera positiva. En este punto, de Vries señaló que se mostró «más asentada, más tranquila. Lola estaba cerca todo el tiempo. Una de las salas de ocio del estudio se convirtió en una especie de guardería. Era muy tierna». Madonna profundizó: «Lola no sabe que soy famosa y es un amor completamente incondicional, que nunca conocí porque crecí sin madre. Cuando tienes hijos tienes que salir de ti mismo... Lo miras desde una perspectiva diferente». Producida por Madonna, Orbit y de Vries, la grabación tuvo lugar en los estudios Larrabee North de Universal City (California), mientras que la masterización en Sterling Sound (Nueva York), a cargo de Ted Jensen. No se grabó con músicos en vivo, lo que representó un problema de maquinaria que retrasó la grabación inicial, puesto que, en su lugar, Orbit prefería trabajar con samples, sintetizadores y Pro Tools. Como resultado, tomó tiempo terminar la producción de la canción, así como la de todo el álbum, hasta que se repararon las máquinas. El resto del personal incluyó a Steve Sidelnyk en la programación de batería; Donna De Lory y Niki Haris en los coros; y Pat McCarthy, David Reitzas, Jon Englesby, Mark Endard y Matt Silva en la ingeniería.

## Composición
| Es una canción sobre la comprensión de que lo único que importa en la vida es amar a las personas. Hay un verso en la canción donde canto «nada aleja el pasado como el futuro». Creo realmente que no importa lo que hayas hecho en tu vida, no importa qué tan malo lo percibas, siempre puedes cambiar dónde estás. —Madonna en una entrevista en 1998. |

«Nothing Really Matters» es una canción de géneros disco y trance que incluye ritmos de techno y dance. Larry Flick de Billboard la describió como una «rebanada de disco retro». Según la partitura publicada en Musicnotes.com  por Alfred Publishing Co. Inc., se establece en un compás de 4/4, con un tempo moderado de 104 pulsaciones por minuto. Está compuesta en la tonalidad de fa mayor y el registro vocal se extiende desde las notas fa3 a la4. Sigue una progresión armónica de re menor—si bemol—re menor—si bemol—re menor—fa/do—do. De acuerdo con los autores René T. A. Lysloff y Leslie C. Gay, en Music and Technoculture (2003), «Nothing Really Matters» revela una fusión de naturaleza y tecnología, es decir, la voz de Madonna y otras características musicales «aportan un elemento natural a sus cimientos electrónicos». En este aspecto, hace un uso «intenso» de sonidos asociados a la electrónica.
Inicia con una introducción instrumental sintetizada donde el uso de la electrónica toma protagonismo a través del timbre. Según Rikky Rooksby, autor de The Complete Guide to the Music of Madonna (2004), el «delicado» comienzo ambiental da la sensación como si la canción fuera una balada compuesta en re menor. A continuación, el oyente percibe el «extraño ruido electrónico [y] ligeramente roto», agregado por de Vries, similar a un «chirrido de percusión que recuerda a un procesador de computadora». También se incluye una línea de cuerda grave, que comienza de manera acústica y luego se distorsiona electrónicamente, y un riff melódico que continúa a lo largo de la canción. A diferencia de la línea de cuerda, el riff nunca se altera o se secuencia, sino que permanece en su timbre original con algunas excepciones melódicas. La artista canta la primera estrofa, bajo los sintetizadores «glaciales» de Orbit, y explica cómo era su vida antes de que su hija naciera: When I was very young, nothing really mattered to me, but making myself happy, I was the only one. Now that I am grown everything's changed, I'll never be the same, because of you («Cuando era muy joven, nada me importaba realmente más que hacerme feliz, yo era la única. Ahora que soy mayor, todo ha cambiado, nunca seré la misma, gracias a ti»). Con la entrada de la voz de Madonna, se agrega otro elemento natural a los sonidos electrónicos, los cuales no interfieren con su voz; en este caso, el sonido natural de su canto contrasta con los tecnológicos. La «sensación» de balada da paso a una pista dance de tempo medio en el estribillo, que evoca las obras anteriores de la cantante, mientras canta los versos Nothing really matters, love is all we need, everything I give you, all comes back to me («Nada importa realmente, el amor es todo lo que necesitamos, todo lo que te doy, todo regresa a mí»). La influencia del dance puede observarse en el estribillo, que utiliza un contratiempo de bajo rítmico para establecer esa conexión. Los sonidos electrónicos ocurren al final de los versos para enfatizar la voz de Madonna. La producción ambiental se vuelve moderada, aunque puede escucharse un pitido somero de derecha a izquierda. Hay varias líneas de cuerda tenues y se aprecia la «profundidad» del campo estéreo. El puente contiene un solo de piano con muchas notas desafinadas mientras recorre un par de compases. Posee una cualidad improvisada, como si fuera un solo de jazz. La asociación con este género y el piano acústico evoca una forma de música anterior, menos controlada por la tecnología, y se yuxtapone con la sección rítmica electrónica, que predomina en la producción, junto con la voz de Madonna.
Inspirada y dedicada a su hija Lourdes, la letra ahonda en su nacimiento y es una reflexión sobre la vida egoísta y la ley del karma, «que todo lo dado vuelve a aquel que da». Asimismo, refleja el nuevo rol de la cantante como madre, lo que se evidencia cuando el «tú» al que se refiere es, precisamente, a su hija. En la línea Everything I give you all comes back to me («Todo lo que te doy, todo regresa a mí»), que también alude a ella, expresa el papel «gratificante que la maternidad ha traído a su vida». En otros análisis a la letra, J. Randy Taraborrelli explica en Madonna: An Intimate Biography (2002) que el álbum ofrece una cierta reflexión «sobre la persona que Madonna siente que solía ser y en quién se ha convertido». En este sentido, opinó que en «Nothing Really Matters», reconoce las «formas egoístas del pasado». O'Brien la describió como una canción de mea culpa, en la que «se condena a sí misma por vivir egoístamente y celebra el hecho de tener una hija». Del mismo modo, Francesco Falconi, autor de Loco por Madonna. La Reina del Pop (2017), lo analizó como una balada en la que «se acusa a sí misma por su carácter egoísta y se declara liberada desde que ha nacido su hija». No tan distante, Alex Frank de Pitchfork lo describió como un número «al estilo budista sobre vivir el momento y deshacer los motivos egoístas del estrellato». En Madonna Style (2012), Carol Clerk señaló que la línea Love is all we need se hace eco del «idealismo de los sesenta de The Beatles». Greg Kot del Chicago Tribune explicó que el tema de la transformación —ya desarrollado en «Drowned World/Substitute for Love»— se amplía en «Nothing Really Matters», en el sentido de que el «amor desinteresado redime un pasado egoísta». Bryan Lark de The Michigan Daily concluyó que si «Ray of Light» trataba de confrontar el pasado, «Nothing Really Matters», por el contrario, trata de «seguir adelante». Lysloff y Gay observaron que contrasta directamente con las letras típicas de canciones de música dance, que en su mayoría se componen de frases cortas repetidas y manipuladas electrónicamente. En cambio, Madonna utiliza un enfoque más narrativo, «canta frases largas, su voz cuenta una historia [y] afirma su autoría». En una entrevista, la artista declaró:

El nacimiento de mi hija ha sido una gran influencia. Es muy diferente mirar la vida a través de los ojos de tu hijo, y de repente tienes un nuevo respeto por la vida y recuperas tu inocencia. [...] Hay una canción en el álbum llamada «Nothing Really Matters» y está muy inspirada en mi hija. Es simplemente darse cuenta de que al final del día, lo más importante es amar a las personas y compartir el amor.

## Publicación y remezclas
Las compañías Maverick y Warner Bros. Records publicaron «Nothing Really Matters» como el quinto y último sencillo internacional del álbum, tras «Frozen», «Ray of Light», «Drowned World/Substitute for Love» y «The Power of Good-Bye». En Estados Unidos, fue el cuarto sencillo, debido a que «Drowned World/Substitute for Love» no estuvo disponible comercialmente en el país. Salió al mercado en los formatos de CD, casete y vinilos de 7" y 12"; «To Have and Not to Hold», también del disco, se añadió como lado B en la mayoría de las ediciones de Estados Unidos y Canadá. El fotógrafo de moda Luis Sánchez tomó las imágenes para la portada y Kevin Reagan estuvo a cargo del diseño y la dirección artística. Para acompañar el lanzamiento, se crearon múltiples remezclas producidas por el dúo austríaco Kruder y Dorfmeister, el productor británico-asiático Talvin Singh y el DJ austríaco-estadounidense Peter Rauhofer, este último bajo el alias de Club 69. Billboard informó por primera vez sobre las remezclas de la canción —particularmente las de Rauhofer— en agosto de 1998, mismo mes en que se anunció la publicación de un álbum de mezclas de las canciones de Ray of Light titulado Veronica Electronica. Meses después, precisamente el 19 de enero de 1999, Warner Bros. envió a las discotecas de Estados Unidos una etiqueta blanca (white label) de 12", seguido de otro vinilo promocional el 2 de febrero. La revista reportó el lanzamiento del vinilo en las tiendas del país para el 23 de ese mes y un CD de 5" para el 30 de marzo.
«Nothing Really Matters» salió por primera vez de manera comercial el 26 de febrero de 1999 en Australia y Europa, en un maxi CD de cuatro pistas que incluía la versión del álbum —con una duración de 4:28— y las remezclas «Club 69 Radio Mix», «Club 69 Vocal Club Mix» y «Kruder & Dorfmeister Mix». En Reino Unido, estuvo disponible comercialmente a partir del 1 de marzo; al día siguiente, salió a la venta un primer CD en Europa y a la semana siguiente el segundo. En Estados Unidos, la fecha se retrasó para el 13 de abril, cuando salió un maxi CD de nueve pistas con una duración total de 68 minutos, entre ellas: la versión original, la remezcla de Kruder & Dorfmeister —a la que José F. Promis de Allmusic describió como una «transformación chill out asombrosa de once minutos (completa con un clímax que recuerda a un tema de James Bond)»—, la versión «Vikram Remix» de Singh —que contiene instrumentos y ritmos orientales— y varias mezclas «hímnicas para las discotecas» de Club 69. En general, Promis escribió que el grupo de versiones «transforma por completo la canción y lo convierte en un sencillo interesante». Larry Flick de Billboard comentó que Rauhofer toma lo que es la canción pop «más clásica» de Ray of Light y la «inyecta con un toque más fuerte, mientras mantiene su optimismo». Señaló que las percusiones tribales y los ritmos de sintetizador «toman el control», pero estos elementos «no oscurecen demasiado el atractivo house de la original». Con respecto a la producción de Singh, Michael Paoletta, también de Billboard, declaró que añade instrumentos indios-asiáticos y referencias electrónicas, y Kruder y Dorfmeister llevan la «joya pop a un camino orientado al hip hop por medio de fabulosas guitarras wah-wah de los años 1970 y breaks de disco». Chuck Taylor de la misma revista resaltó las versiones house «estridentes y alegres» de Club 69, que «mantendrán a los discípulos de la diva en un sudor de felicidad en las discotecas». El 13 de abril, también se lanzaron las ediciones en CD, casete y vinilo de 7".

## Recepción crítica
En términos generales, «Nothing Really Matters» obtuvo reseñas variadas, aunque en su gran mayoría favorables; críticos, académicos y periodistas musicales resaltaron la composición y la reconocieron como una de las más destacadas de Ray of Light. Tal es el caso de Stephen Thomas Erlewine de Allmusic, que la eligió —junto con «Frozen», «Ray of Light» y «The Power of Good-Bye»— como lo mejor del disco. De manera similar, para Daryl Easlea y Eddi Fiegel, en Madonna: Blond Ambition (2012), se trató de uno de los «temas clave»; Sebas E. Alonso de Jenesaispop lo calificó como una de las «joyas» del álbum; y Francesco Falconi lo llamó «otro éxito» del material. Ignacio D'Amore y Mariano López, autores de la Enciclopedia Gay (2012), señalaron que era una de esas canciones «para bailar hasta desfallecer», mientras que Tom Moon de The Philadelphia Inquirer expresó que mereció mayor difusión en las radios. Rolling Stone mencionó que canciones como «Ray of Light» y «Nothing Really Matters» «están llenas de calidez y asombro», y Stephen Thompson de The A.V. Club declaró que incluye un estribillo «que debería sonar en las pistas de baile en los próximos años».
David Browne de Entertainment Weekly declaró que los ritmos hardstep y los sintetizadores «hacen que los deseos (y hooks) románticos y físicos de "Nothing Really Matters" sean aún más tensos». Paul Moody de NME comentó que era un regreso «astuto» a los días de «diva del disco» de «Vogue», pero en esta ocasión, la artista está «libre de la cáscara externa y narcisista de antaño, libre de anunciar: "me he dado cuenta/nadie gana"». J. D. Considine de The Baltimore Sun señaló que el álbum ofrecía melodías «inteligentes y profundas en ritmo» como «Nothing Really Matters». Añadió: «Estos no son tratados filosóficos con ritmos incorporados, sino canciones completas que dependen más de la relación entre la melodía y el ritmo que de cualquier cosa en la letra». En reseñas menos favorables, José F. Promis de Allmusic le otorgó dos estrellas y media de cinco y la denominó «poco entusiasta». Además, indicó que era «un caso en el que la producción reemplaza a la canción, que en sí misma se encuentra entre las melodías más simples y menos interesantes de Madonna». Enio Chola de PopMatters prefirió que «Skin» hubiera sido publicada como sencillo en lugar de las «peores» «The Power of Good-Bye» y «Nothing Really Matters». También negativo fue Guillermo Alonso, de la edición española de la revista Vanity Fair, quien criticó la letra, que con sus «ecos kármicos sobre dar y recibir cansó en su momento y cansa todavía más al día de hoy».
En reseñas retrospectivas, Nathan Smith del Houston Press sintió que pocos sencillos de Madonna habían «ilustrado» mejor su cambio de enfoque musical que «Nothing Really Matters», y agregó: «Es una pista dance genial y enérgica que nunca recibió el amor que se merecía». Para el decimoquinto aniversario de Ray of Light, Stephen Sears de Idolator la consideró «quizás la canción pop más clásica» del disco. En un conteo sobre los mejores álbumes de la intérprete, Jason Lipshutz de Billboard comentó: «¿Qué pasaría si el dance suave de "Nothing Really Matters" nunca [hubiera] existido? Afortunadamente, nunca necesitaremos averiguarlo». Kevin C. Johnson del St. Louis Post-Dispatch y Chris Gerard del Metro Weekly la reconocieron como una de las mejores canciones de Ray of Light. Gabriel Orqueda, de la revista argentina Silencio, concluyó que declaraciones como «nada realmente importa, solo necesitamos amor» se sienten «como una declaración de principios vital». En un artículo por el vigésimo aniversario del disco, O'Brien escribió para The Quietus que, con su «estribillo aplastante, Madonna ha encontrado una manera de deshacerse de la mentalidad salvaje y hambrienta de fama que la llevó a la cima de la industria musical en la década de 1980, pero que ahora no le sirve».

## Recepción comercial

### América del Norte
En Estados Unidos, «Nothing Really Matters» marcó el mayor ascenso a los diez primeros del conteo Dance Club Songs, luego de que debutara en la vigésima posición el 13 de febrero de 1999 y en la edición siguiente subiera a la novena. Finalmente, llegó al primer lugar —donde se mantuvo por dos semanas— y se convirtió en el vigésimo primer número uno de la cantante. Tras el lanzamiento en formato físico, debutó en el puesto 99 de la lista Billboard Hot 100 el 1 de mayo de 1999, lo que representó el debut más bajo en la carrera de Madonna y superó a su anterior sencillo «Love Don't Live Here Anymore», que había ingresado en el número 91 en abril de 1996. Una semana después, ascendió a la posición 93, pero abandonó la lista en la edición siguiente; José F. Promis de Allmusic sostuvo que la baja recepción se debió «al terrible momento del lanzamiento [físico] del sencillo, que fue mucho después de que lograra su mejor momento en las radios y en las discotecas», opinión que compartió Fred Bronson de Billboard. Aun así, fue la entrada número 42 de la artista en el conteo y representó la primera vez que cuatro sencillos de un mismo álbum de Madonna lograron ingresar al Hot 100 desde Bedtime Stories, de 1994. En las demás listas de Billboard, ocupó la tercera posición en Dance Maxi-Singles Sales, la vigésima quinta en Mainstream Top 40 y la vigésima séptima en Hot 100 Singles Sales. Para fin de año, se ubicó en los lugares nueve y veintiséis en Dance Club Songs y Dance Maxi-Singles Sales, respectivamente.
«Nothing Really Matters» también ingresó a listas de otras publicaciones musicales del país. En Gavin Report, logró el decimoctavo lugar de los cuarenta principales (Gavin Top 40), y en la revista Radio & Records, ocupó el vigésimo puesto en el conteo de radios pop, abreviado como CHR/Pop. En Canadá, ingresó a cuatro listas, tres en RPM y una en la de Soundscan, publicada en Billboard; en esta última, debutó en el sexto lugar el 22 de mayo de 1999. En el Top 100 Tracks Chart de RPM, logró su posición más alta en el número siete el 29 de marzo y fue el 86.º sencillo más exitoso del año. Por su parte, en la categoría de música dance, ocupó el sexto puesto el 26 de abril, mientras que en la lista de Adult Contemporary el vigésimo primero, el 17 de mayo.

### Europa y Oceanía

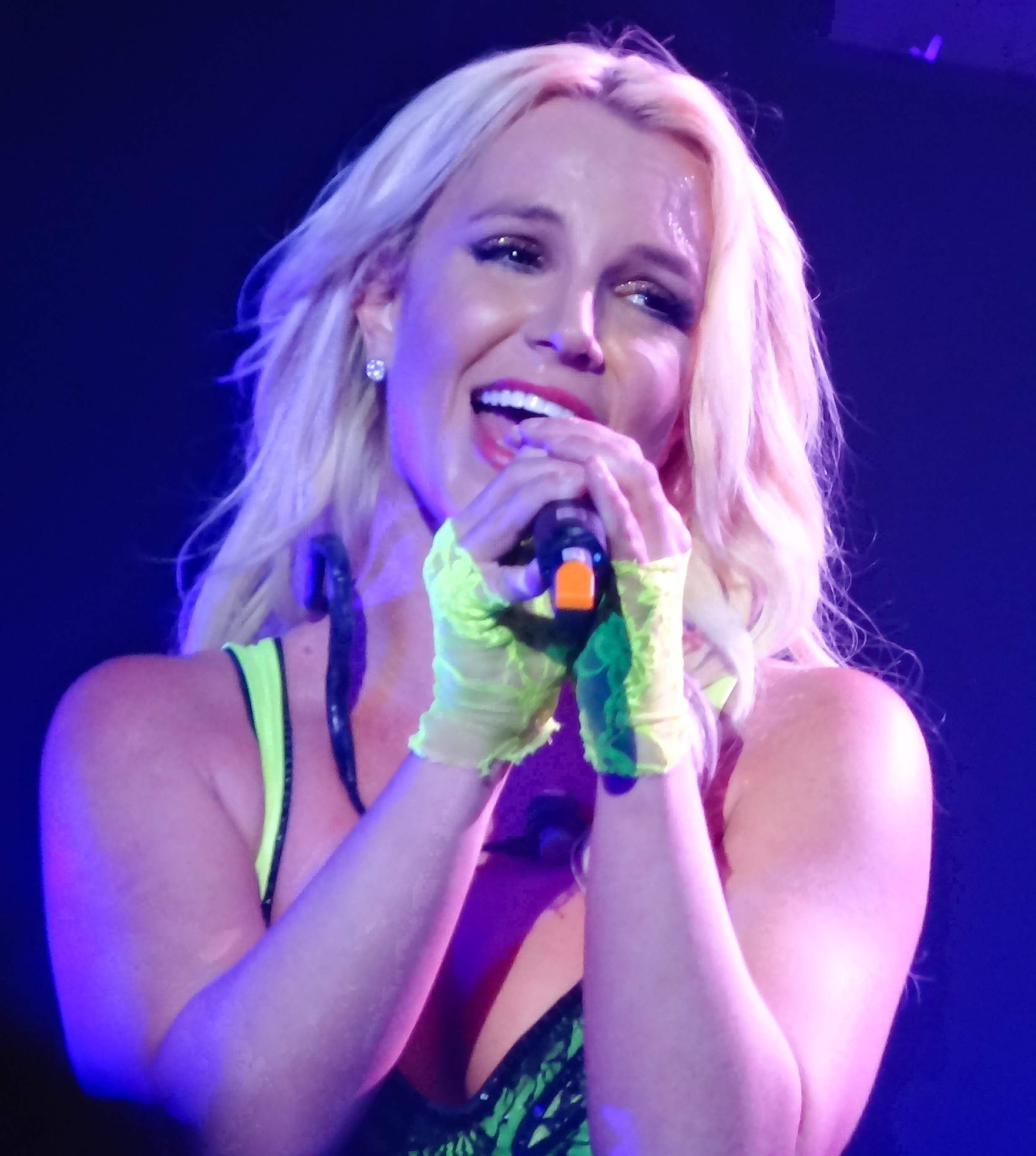
«...Baby One More Time» de Britney Spears (fotografía) evitó que «Nothing Really Matters» liderara la lista European Radio Top 50

Durante su primera semana de transmisión en Europa, «Nothing Really Matters» logró una «atención temprana» en las radios de Reino Unido y Dinamarca, por lo que ingresó en el puesto 36 de la lista European Radio Top 50 —de la revista Music & Media— el 13 de febrero de 1999, con airplay en 37 estaciones del continente, mientras el anterior sencillo, «The Power of Good-Bye», aún se mantenía entre los diez primeros. Poco más de un mes después, ascendió hasta el segundo lugar por detrás de «...Baby One More Time» de Britney Spears, con un total de transmisión en 141 estaciones. En la lista de ventas Eurochart Hot 100 Singles, alcanzó la decimosexta posición en la edición del 20 de marzo, mientras que, en el conteo European Dance Traxx, ocupó el sexto lugar. Para fin de año, había sido la 26.ª canción más reproducida y la 53.ª más exitosa en la lista de música dance.
Fue el cuarto sencillo de Ray of Light en llegar a la primera posición en España, donde se mantuvo por dos semanas consecutivas, y también alcanzó la cima en Hungría. Otros territorios donde logró estar entre los diez principales incluyen Países Bajos en el tercer puesto (Top 40 Tipparade), Grecia e Islandia en el quinto, Finlandia en el sexto, Polonia en el octavo y Escocia en el noveno. Ingresó en el puesto siete del UK Singles Chart el 13 de marzo de 1999 y permaneció en total doce semanas. El 1 de abril de ese año, obtuvo un disco de plata por parte de la Industria Fonográfica Británica (BPI, por sus siglas en inglés) por el envío de 200 000 unidades; para agosto de 2008, era el 42.º sencillo más exitoso de Madonna en el país, según datos de Music Week, con 128 137 copias vendidas hasta esa fecha. En los demás mercados musicales de Europa, el recibimiento comercial fue menor y ocupó el top 50 en Alemania, Austria, Bélgica, Francia, Irlanda, Italia, Países Bajos (Single Top 100), Suecia y Suiza.
En Oceanía, la recepción fue moderada: en Australia, alcanzó el decimoquinto puesto de la lista oficial el 14 de marzo de 1999 y solo estuvo seis semanas en total, mientras que, en Nueva Zelanda, ingresó en el séptimo lugar y permaneció nueve ediciones.

## Vídeo musical

### Inspiración y desarrollo

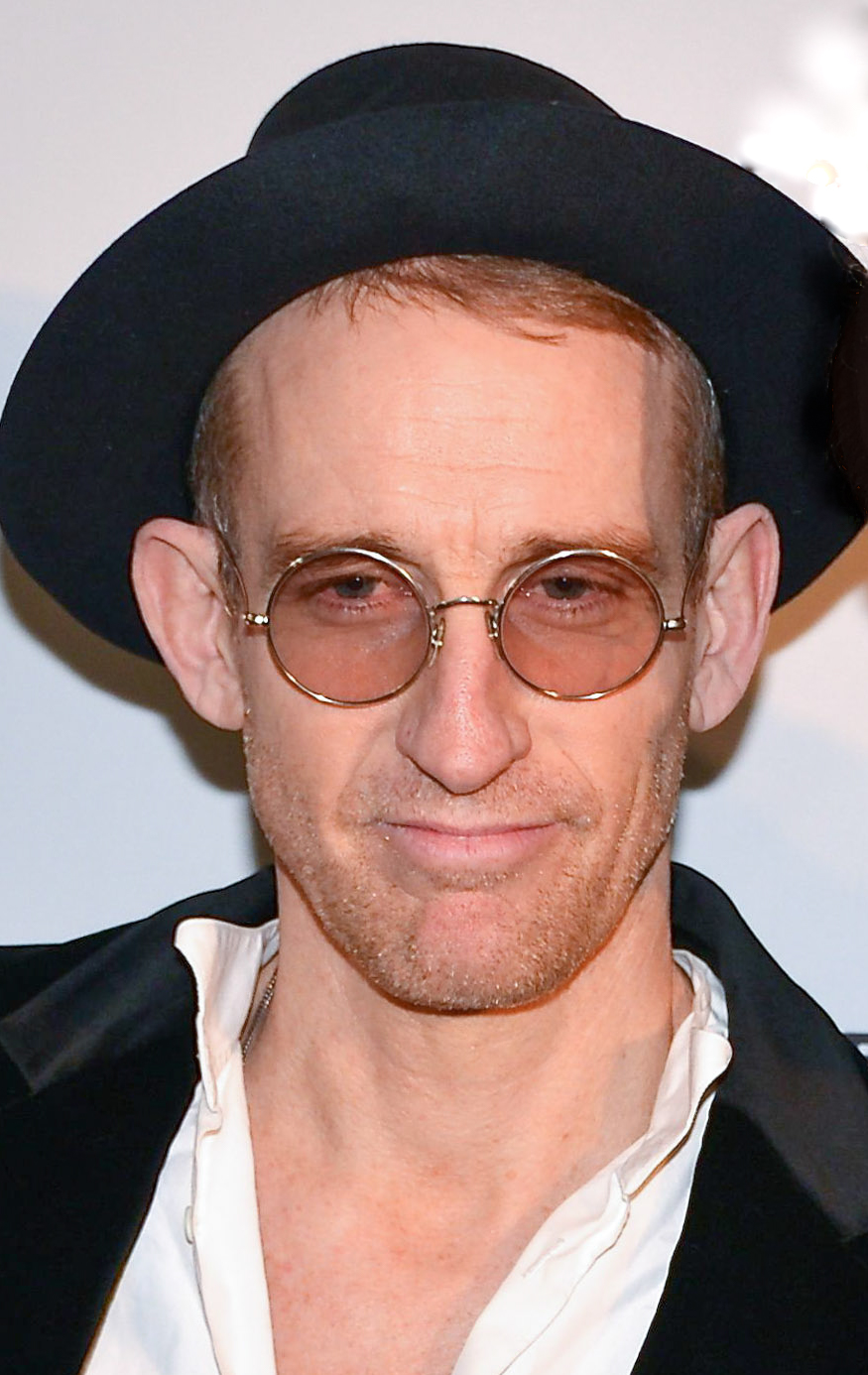
Johan Renck, director del vídeo de «Nothing Really Matters»

El videoclip de «Nothing Really Matters» se filmó en enero de 1999 en la ciudad de Nueva York, bajo la dirección del sueco Johan Renck, que en ese momento trabajaba con Jonas Åkerlund, director de «Ray of Light». La producción quedó a cargo de Anna Granditsky y Nicola Doring para Pettersson Akerlund Filmproduktion, y el resto del personal incluyó a Max Vitali en edición, Gosta Reiland en dirección de fotografía y Christine Stocking en dirección de arte. En una entrevista con Entertainment Tonight durante el rodaje, Madonna declaró que la principal inspiración provino de la novela Memorias de una geisha (1997) del escritor estadounidense Arthur Golden. Señaló que ser una cantante de pop era como ser una «geisha moderna»; en este sentido, detalló que «toda la idea de una geisha es una gran metáfora de ser un artista porque, por un lado, eres un privilegiado, pero por el otro, eres un prisionero». En la edición de mayo de 1999 de la revista Harper's Bazaar, profundizó nuevamente dicho paralelismo con la periodista Daisann McLane: desde su punto de vista, así como la geisha en la encarnación tradicional era propiedad de la casa que tenía su contrato, una cantante de música pop moderna «se ve limitada y es "propiedad" de productores y compañías discográficas». Se declaró «obsesionada» con el libro y reconoció un sentido de parentesco con el personaje Hatsumomo, quien es la némesis de la protagonista de la novela. En una entrevista con el presentador y periodista Larry King para la CNN, comentó que había sido su «musa» durante los últimos seis meses, e incluso adoptó en broma dicho nombre, a tal punto que su hija Lourdes se refería a ella como Hatsumomo: «Cuando subía al set, decía, "hola, Hatsumomo". Quiero decir, ella lo entiende, lo entiende completamente».
Madonna coreografió sus propios pasos de baile, dado que no le gustaba que otras personas le sugirieran cómo debía moverse: «Soy mi mejor coreógrafa. Siempre tengo que ponerme cómoda frente a la cámara y bailar en plataformas de doce pulgadas». Además, el vídeo incluye escenas de bailarines suecos de ascendencia asiática realizando movimientos de butō, dirigidos por el coreógrafo sueco Su-En, que fueron filmadas durante una «noche intensa» en un Reactor R1 fuera de servicio, ubicado a veinticinco metros bajo tierra del Real Instituto de Tecnología de Estocolmo. El diseñador de moda francés Jean-Paul Gaultier confeccionó el kimono rojo que Madonna luce en el vídeo, que posteriormente recrearía en la 41.ª entrega anual de los premios Grammy; dos años después, Gaultier y el dúo italiano Dean and Dan Caten rediseñaron el vestido para uno de los segmentos de la gira Drowned World Tour de 2001.

### Estreno y trama
El vídeo tuvo su estreno oficial en MTV el 13 de febrero de 1999 en el horario de la 1 p. m. (ET/PT); posteriormente, figuró en el VHS/DVD recopilatorio The Video Collection 93:99, publicado en noviembre del mismo año. Madonna interpreta dos papeles separados, pero inspirados en la geisha, y luce versiones modificadas del kimono. Inicia con la cantante de pie en una estera de tatami mientras sostiene en su pecho lo que parece representar un bebé envuelto en plástico brillante, aunque en realidad es una bolsa de plástico transparente vacía. En esta primera escena, porta una representación contemporánea en negro brillante del kimono tradicional, con maquillaje y una línea roja que enmarca sus ojos. La bolsa transparente indica una extensión «protésica y reflexiva de su cuerpo natural», un símbolo de su hija Lourdes. En la siguiente toma, un grupo de personas de ascendencia asiática con ropas blancas convulsiona, a la vez que camina hacia la cámara; Madonna canta los primeros versos de la canción y expone su cuello y hombros, donde el blanco de su maquillaje facial da paso a su color natural de piel. Posteriormente, la escena cambia a otro espacio donde aquí luce sin maquillaje, el cabello suelto y viste el kimono rojo y un obi a juego, en tanto baila de manera desigual.
Las tomas de las personas en blanco que convulsionan y la geisha en negro que aún sostiene al bebé se intercalan con la segunda figura representada por Madonna en rojo, que continúa mirando a la cámara y cantando mientras baila dentro de un pasillo estrecho. De entre las personas de blanco, una mujer con el rostro envuelto en una gasa y retorciéndose de dolor se tambalea hacia adelante, a la vez que sujeta una bolsa de plástico que evoca al bebé que la geisha vestida de negro sostenía en la escena anterior. A continuación, las tomas de las personas de blanco en la otra habitación muestran movimientos menos convulsivos y más coordinados y aparece un hombre semidesnudo ejecutando una coreografía con una cuerda en llamas. Los demás —con sus expresiones en blanco— observan al bailarín mientras otro levita. La escena vuelve al tatami y, en esta ocasión, Madonna ya no sostiene la bolsa de plástico, sino que está rodeada de tres asistentes que bailan a su alrededor. A lo largo del vídeo, los planos se intercambian de manera rápida —cada uno de uno o dos segundos de duración— con una de las personas de blanco bailando de manera atlética y otros donde la cantante baila en el pasillo estrecho mientras sus expresiones faciales cambian a cada segundo, a tal punto que, finalmente, «pierde la cabeza». A estas se les agregan escenas de todo el grupo de bailarines y de la geisha original vestida de negro, ahora arrodillada, en la sala de tatami. Aquí, lleva el kimono jalado hasta los hombros, con las mangas largas caídas al suelo, y el maquillaje blanco aplicado en la parte posterior de su cuello. Las últimas escenas de Madonna en rojo y las personas en la habitación se interpolan con otras en donde la geisha de negro cae el suelo como acto de seppuku. El vídeo finaliza con la artista en el kimono rojo riéndose ante la cámara.

### Recepción y análisis
| A Madonna nada le importa realmente más que estar a la moda y renovar el mundo a su propia imagen. Y como el icono cultural/diva/reina del hielo/anatema que es y siempre ha sido, ha encontrado y se ha apropiado de inmediato de la última moda. [...] Es cierto que es una apropiadora descarada y vergonzosa. Pero aún es relevante (aunque nadie puede explicar por qué), quizás más ahora que nunca. No hay mejor prueba de esto que su obra más reciente de la cultura pop. El vídeo es deliciosamente subversivo. En cierto sentido, arroja conscientemente capas de su acto posmoderno durante el vídeo de 4:25, desafiándonos a reconstruir sus pistas. —Soman S. Chainani de The Harvard Crimson. |

En los MTV Video Music Awards de 1999, Renck, Bjorn Benckert y Tor-Bjorn Olsson recibieron una nominación a mejores efectos especiales. Este fue el segundo vídeo de Madonna en recibir una candidatura en dicha categoría, tras haber ganado el año anterior con «Frozen». No obstante, perdieron ante Sean Broughton, Stuart D. Gordon y Paul Simpson de Digital Domain por su trabajo en «Special», de la banda de rock estadounidense Garbage. Soman S. Chainani de The Harvard Crimson manifestó que el vídeo «explota» en movimientos angulares e imágenes surrealistas. La comediante y drag queen Pandora Boxx, en un artículo para HuffPost, lo consideró «increíblemente artístico y completamente extraño». Carol Clerk lo describió como una «fantasía de pesadilla al estilo japonés» y añadió que Madonna, con su cabello negro, el kimono rojo y sus atmósferas «poderosas e inquietantes», busca el «estilo por encima de la sustancia, la oscuridad sobre la luz». El editor Michael Angelo Tata, en Madonna's Drowned Worlds: New Approaches to her Cultural Transformations, 1983-2003 (2004), indicó que el «incipiente orientalismo» que la intérprete había presentado en «Frozen» se fragmentaría y produciría una «crisis psicótica de geisha» en «Nothing Really Matters». De manera similar, Rahul Gairola declaró en el mismo libro que Madonna «tomó la máscara de geisha durante un período después de emular a una diosa hindú» en «Frozen». A su vez, mencionó que, al representar el descenso gradual de la celebridad a la locura por las presiones de ser una estrella, «resignificó la palabra geisha de la idea errónea popular de que denota "prostituta" a su actual definición japonesa: "artista"». Por otro lado, el autor también notó que la bolsa transparente simboliza a un niño y cómo la figura paterna está ausente: esta ausencia de una figura masculina y la presencia de un niño simbólico se desvían de sus anteriores vídeos como «Like a Prayer» (1989) y «The Power of Good-Bye» (1998) y sirven como «un anuncio de la nueva declaración de moda y estilo de vida de Madonna», al representar sus «habilidades dinámicas como una figura materna que cambia de formas». En un análisis extenso, Christopher T. Keaveney, en Western Rock Artists, Madame Butterfly, and the Allure of Japan (2020), lo calificó como «cinético, igual a un montaje» y señaló que su estreno a finales de la década de 1990 coincidió con el resurgimiento del interés occidental por la figura de la geisha tras la popularidad de la novela. Observó que la trama giraba en torno a una «yuxtaposición de la figura empoderada de Madonna con el kimono rojo y la figura de la geisha victimizada en negro —también interpretada por Madonna— y con el maquillaje característico de la geisha». Además, señaló que compartía similitudes con la obra Madama Butterfly (1904), con respecto a la historia de la geisha a la que se le quita el bebé, lo que la lleva a la locura antes de cometer seppuku. El autor reseñó la interpretación de las personas asiáticas que actúan como extras en el videoclip y cómo estos son retratados como «silenciosos (muchos con sus bocas pegadas con cinta), impotentes y enloquecidos, con sus cuerpos fuera de control y sus rostros retorcidos». Al respecto, comentó que el director «quizás haya exotizado sin querer lo asiático» en el vídeo.
En cuanto a este último punto, Gairola sostuvo que Madonna es el «sujeto japonés» central, mientras que de fondo quedan los sujetos japoneses «reales», de este modo, «marginados visualmente por el desfile de kimonos de la estrella del pop». Añadió que, si bien están visualmente contrapuestos con Madonna, estos japoneses «auténticos» actúan como «auxiliares» de las secuencias de la cantante y «parecen enmarcar[la] como un paradigma de la encarnación japonesa femenina». No obstante, señaló que, aunque ella usa la indumentaria de geisha, sus pasos «espasmódicos» y los movimientos de la cámara no reflejaban las verdaderas virtudes estereotipadas de «reticencia y coquetería» que representa la vestimenta. Incluso cuando la cantante interpreta otra etnia, aquellos que se consideran parte del grupo étnico —en este caso, asiáticos y asiáticoamericanos— no se «relacionan» con la imagen de Madonna como parte de otra etnia, sino que la ven como una artista blanca, aun cuando es una representación factible de su grupo étnico. Añadió que, pese a que algunos espectadores podrían encontrar «ofensivo» el estilo de Madonna, «por pretender lo auténtico y realizar lo no auténtico», no se captaba un sentido del «yo real» en el vídeo, ni tampoco de los japoneses «auténticos». Prosiguió: «La cámara se mueve repentinamente con la intención de transmitir una sensación de exageración y conmoción carnavalescas, intensificada por cortes (cambios de secuencia repentinos destinados a desorientar a los espectadores) que muestran a los bailarines japoneses "reales" moviéndose a cámara lenta. Al utilizar ángulos de la cámara, colores, iluminación y otras técnicas formalistas, Renck coloca a los espectadores en un mundo de fantasía que desestabiliza, en lugar de confirmar cualquier noción establecida de una identidad étnica estable».
Keaveney concluyó que la figura de la artista con el kimono rojo al final, mientras ríe a la cámara, da la sensación de que tanto la representación de la geisha como el «juego de disfraces» que el espectador presencia es parte de una actuación, es decir, que se hicieron de manera «irónica y en el espíritu de juego, y que ellos, los artistas, también forman parte de la broma». No obstante, sugirió que Madonna, la artista occidental, perpetúa los mismos estereotipos que ha de derribar, aquellas «fantasías camp sobre la subordinación femenina y la sumisión sexual». En este aspecto, la «diva del pop occidental, en el papel de geisha, se emancipa y empodera a costa de la mujer asiática, que permanece en silencio, atada y perturbada». Para finalizar, Soman S. Chainani declaró: 

¿Vídeo al azar? Por supuesto que no. Al darnos cuenta de que son todas las piezas de un rompecabezas, captamos la sorprendente respuesta. Madonna es, en verdad, una geisha de nuestros días. Está atrapada dentro de su pasillo, sin la menor privacidad, pero es libre de actuar. Y como el icono posmoderno que es, nos dice en «Nothing Really Matters» que toda su carrera ha sido cuestión de actuar en el momento justo. Y, pronto, parece estar diciéndonos [que] perderá la cabeza.

## Presentaciones en vivo

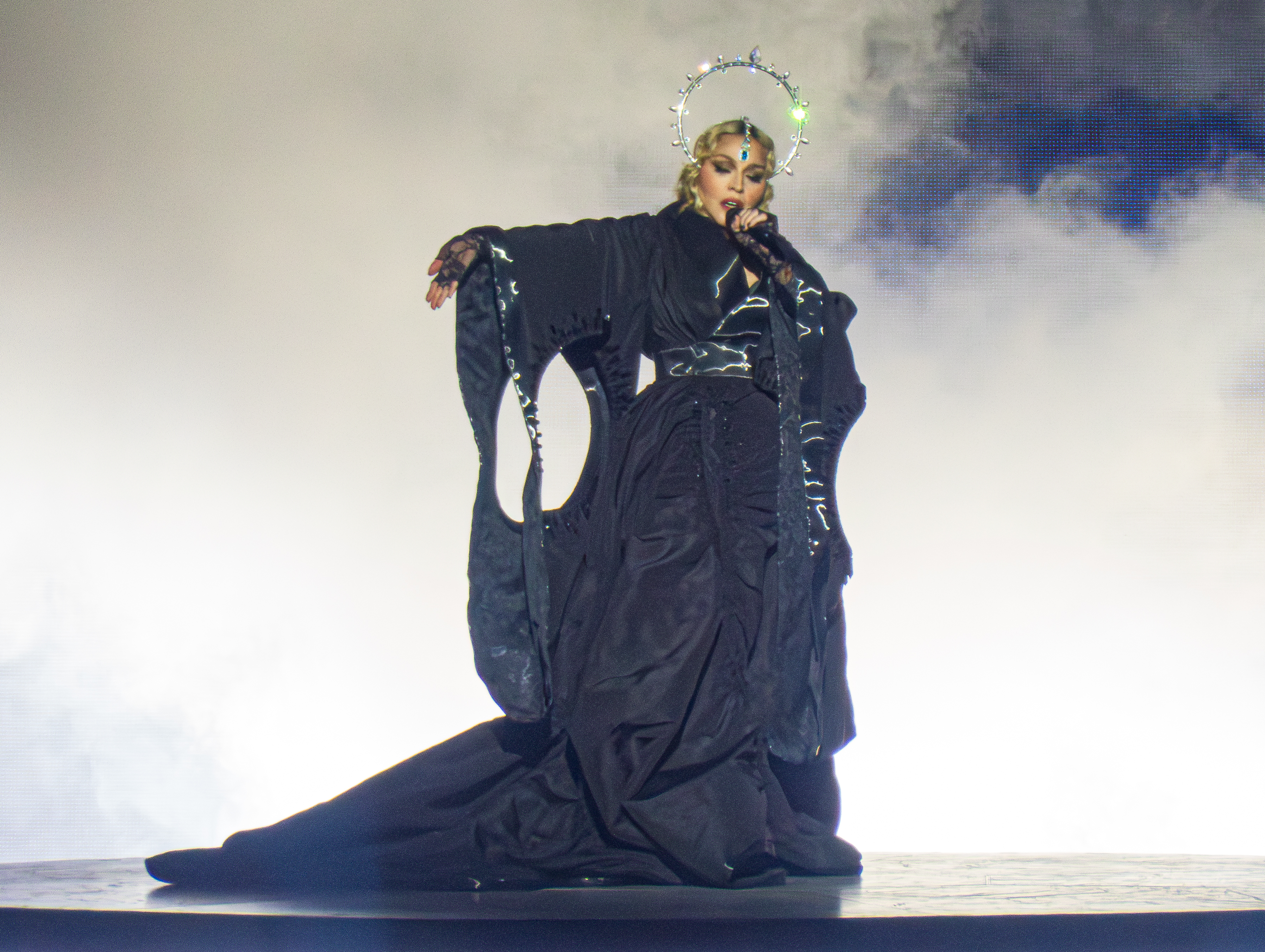
Madonna interpretando «Nothing Really Matters» como tema de apertura en la gira The Celebration Tour (2023-2024)

El 24 de febrero de 1999, Madonna abrió la 41.ª entrega anual de los premios Grammy, celebrada en el Shrine Auditorium de Los Ángeles, con una interpretación de «Nothing Really Matters». El hermano de la cantante, Christopher Ciccone, diseñó la escenografía y dirigió la presentación, que tuvo una temática japonesa. Acompañada de sus coristas Donna De Lory y Niki Haris, recreó el estilo geisha que personificó en el videoclip: portó el mismo kimono rojo tradicional, un obi de cuero diseñado por Gaultier, zapatos de plataforma de caña alta, cabello negro alisado y maquillaje que la hacía lucir como japonesa. Ambientado en una rocalla, contó con la participación de bailarines vestidos con gasas blancas que abrazaban bolsas de agua. En la misma ceremonia, obtuvo los premios a mejor grabación dance, mejor vídeo musical de formato corto y mejor álbum de pop; cuando ganó en esta última categoría, subió al escenario acompañada de Orbit y el ingeniero David Reitzas luciendo el kimono rojo.
Mike Wass de Idolator calificó el número como «espectacular», y Daniel Welsh de HuffPost la consideró la quinta mejor actuación de Madonna en una entrega de premios. Neil Strauss de The New York Times comentó que su apariencia era similar a la de una «espiritualista pelinegra». Juan Cavestany de El País afirmó que la interpretación había sido, junto con la de Ricky Martin, la más «notable» del evento y comparó la escenografía con un «restaurante de sushi». Richard Harrington del Washington Post sintió que la «producción de Kabuki de "Nothing Really Matters" no pudo ocultar su tono de voz flojo, aunque, afortunadamente, su vestido rojo llameante era más fuerte que su voz». Aunque resaltó el vestuario «atrevido» de Madonna y la describió como la «dama de rojo», un editor de MTV también notó que su voz se mostró «entrecortada», y Soman S. Chainani de The Harvard Crimson declaró que la artista ofreció una presentación «poco convincente». Jason Kaufman del sitio NY Rock escribió que el hecho de que ganara a mejor álbum de pop no ocultaba el hecho de que «su constante transformación de nacionalidad tiene que desaparecer. Con su atuendo de geisha, [...] la mujer demostró que es un Epcot Center ambulante, con mucha moda y poca cultura. ¿Y qué estaban sosteniendo esas mujeres que bailaban detrás de ella en su número musical? Los objetos parecían fetos sacados de The X-Files».
Casi veinticinco años después de su lanzamiento, «Nothing Really Matters» fue el número de apertura de la gira The Celebration Tour (2023-2024), realizada para conmemorar los cuarenta años de carrera de Madonna. La cantante lució un «vaporoso» kimono negro diseñado por Eyob Yohannes, guantes de encaje, y un «impresionante» tocado plateado en forma de aureola, decorado con cristales de Swarovski, comisionado por la firma House of Malakai. Según Yohannes, quien estuvo a cargo del vestuario de la gira, el tocado buscaba evocar «la maternidad y cierta parte de la simbología religiosa que [Madonna] ha reconfigurado a lo largo de su carrera». En el número, la artista cantó sola sobre un escenario circular giratorio, bajo un gran armazón circular de luces. Para Liam Hess de Vogue, «dado que ["Nothing Really Matters"] es uno de sus temas más personales, [...] fue una agradable introducción a un show que ofreció una visión deliberadamente más relajada y parlante de Madonna, la mujer».

## Reconocimientos e impacto

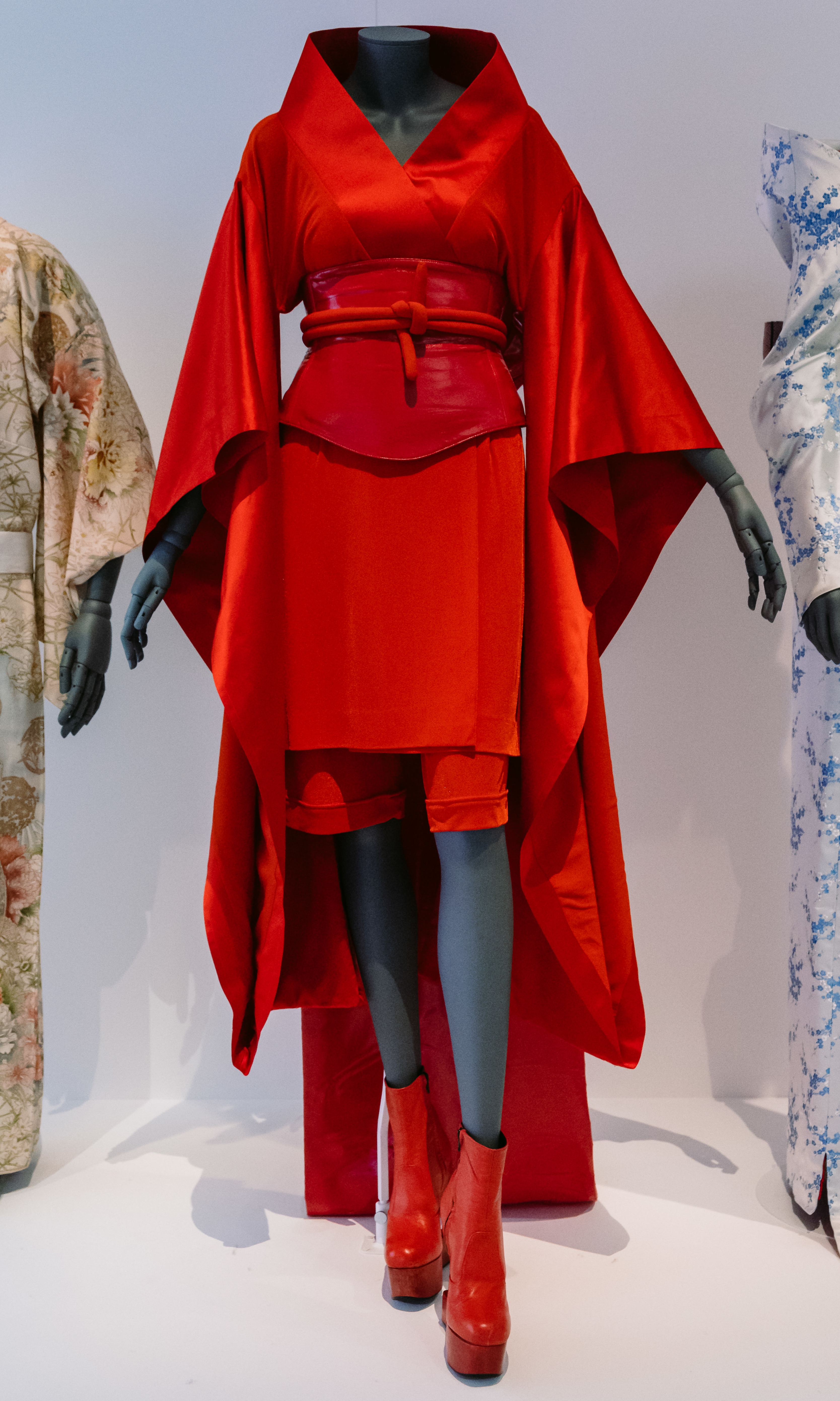
El kimono rojo diseñado por Jean-Paul Gaultier y utilizado por Madonna tanto en el videoclip como en la presentación de «Nothing Really Matters» en los premios Grammy de 1999. Varias publicaciones lo han citado como uno de los looks y atuendos más icónicos de la cantante

La American Society of Composers, Authors and Publishers (ASCAP) honró a «Nothing Really Matters» como una de las canciones dance más escuchadas de 1999 en la 13.ª entrega anual de los ASCAP Rhythm & Soul Music Awards, celebrada el 7 de junio de 2000 en el Hammerstein Ballroom de Nueva York. Tras su publicación, ha sido considerado uno de los sencillos más infravalorados de la carrera de la cantante. Mike Wass de Idolator mencionó que «combina la vibra new age del álbum con la estética pop de Madonna mejor que la mayoría» y que «debió haber sido más exitoso». En otra oportunidad, el mismo autor la llamó una canción «gloriosa, amargamente subestimada» y lamentó la falta de promoción en las radios y la baja recepción comercial en Estados Unidos, lo que «parece imposible para un mantra de esta profundidad y calidad». De un total de cien canciones de toda su discografía, Nolan Feeney de Billboard la consideró la 24.ª más destacada y sostuvo que la «música dance es, a menudo, una herramienta para que los artistas y los oyentes construyan sus identidades; aquí, Madonna utiliza ritmos vibrantes para mudar de piel». De Slant Magazine, Sal Cinquemani lo ubicó en el puesto 27 de los 82 mejores sencillos de la artista; al respecto, declaró que resonaba junto con un «abandono revelador» y era «la más elemental de las lecciones espirituales y sinceras de Ray of Light». Matthew Jacobs de HuffPost y Chuck Arnold de Entertainment Weekly lo nombraron su 27.º y 37.º mejor sencillo, respectivamente; para este último, demostró que «la chica material se había convertido en la chica maternal». Sebas E. Alonso de Jenesaispop lo incluyó en el 36.º puesto de sus 60 mejores canciones: alabó el solo de piano en el puente como «uno de los grandes momentos de la grabación» y concluyó que «sirve simplemente para dejar el pasado atrás y entregarse a un futuro lleno de luz». Para Jude Rogers de The Guardian, fue el 39.º sencillo más destacado de su discografía y lo describió como una «oda celestial a la maternidad». Matthew Rettenmund de Logo lo calificó como el séptimo mejor tema y el «más alegre» del material, en el que «fusiona un slam electrónico de intenso drama con música house durante toda la noche».
El videoclip figuró en varias listas de los mejores vídeos de Madonna; en 2013, Louis Virtel de Logo lo incluyó en el cuadragésimo noveno puesto de sus 55 mejores y se refirió a él como «mutaciones de una geisha». De Idolator, Mike Neid lo ubicó en la decimocuarta posición de su lista y expresó que, «al explorar los paralelismos entre ser una geisha y una estrella del pop, la leyenda viviente lució un aspecto llamativo y entregó una exuberancia visual con un significado más profundo». Las revistas Glamour y Out lo citaron como uno de sus vídeos con «más estilo». Eric Diaz del portal Nerdist lo nombró su séptima mejor producción audiovisual y recalcó que era el «más interesante» de toda la era Ray of Light. Sumado a lo anterior, varios medios de comunicación citaron el kimono de Gaultier como una de las mejores y más icónicas reinvenciones de Madonna, tales como Billboard, Harper's Bazaar, HuffPost, The Guardian, Entertainment Weekly, Elle, El Universal, InStyle, Parade y Unicable. En 2018, la revista People lo nombró uno de los atuendos más «inolvidables» de la cantante.
Madonna recreó el estilo geisha para la edición de mayo-junio de 1999 de la revista Harper's Bazaar. Solicitó a Patrick Demarchelier, fotógrafo de la sesión, que incorporara elementos de Memorias de una geisha, tanto visual como tipográficamente. Al final, fueron seleccionadas tres portadas que se utilizaron en distintas partes del mundo. En 2016, en un episodio de la octava temporada de la serie de telerrealidad RuPaul's Drag Race, los concursantes tuvieron que crear un atuendo inspirado en los looks más icónicos de Madonna y cuatro de ellos recrearon el kimono rojo. Esto fue criticado por Joey Guerra del Houston Chronicle, quien percibió una falta de originalidad y opinó que «pudo haber sido un episodio perfecto. [...] Hasta que todos y sus madres drag decidieron hacer el look [de] "Nothing Really Matters" y usar un kimono». Por último, en 2019, el artista Masahiro Ito reveló que la «atmósfera» del videoclip fue una de las principales inspiraciones para su trabajo en el videojuego de 2001 Silent Hill 2.

## Lista de canciones y formatos
| 7", casete, CD |                                              |          |  |
| N.º            | Título                                       | Duración |  |
| 1.             | «Nothing Really Matters» (versión del álbum) | 4:28     |  |
| 2.             | «To Have and Not to Hold»                    | 5:23     |  |

| Casete / CD |                                              |          |  |
| N.º         | Título                                       | Duración |  |
| 1.          | «Nothing Really Matters» (versión del álbum) | 4:28     |  |
| 2.          | «Nothing Really Matters» (Club 69 Radio Mix) | 3:44     |  |

| CD 1 |                                                     |          |  |
| N.º  | Título                                              | Duración |  |
| 1.   | «Nothing Really Matters» (versión del álbum)        | 4:28     |  |
| 2.   | «Nothing Really Matters» (Club 69 Radio Mix)        | 3:44     |  |
| 3.   | «Nothing Really Matters» (Kruder & Dorfmeister Mix) | 11:10    |  |

| CD 2 |                                               |          |  |
| N.º  | Título                                        | Duración |  |
| 1.   | «Nothing Really Matters» (Club 69 Radio Mix)  | 3:44     |  |
| 2.   | «Nothing Really Matters» (Club 69 Future Mix) | 8:20     |  |
| 3.   | «Nothing Really Matters» (Club 69 Future Dub) | 5:49     |  |

| CD / Maxi CD |                                                 |          |  |
| N.º          | Título                                          | Duración |  |
| 1.           | «Nothing Really Matters» (Club 69 Future Mix)   | 8:20     |  |
| 2.           | «Nothing Really Matters» (Club 69 Phunk Mix)    | 8:02     |  |
| 3.           | «Nothing Really Matters» (Vikram Remix)         | 8:37     |  |
| 4.           | «Nothing Really Matters» (Club 69 Mix Show Mix) | 5:40     |  |

| 12" |                                                     |          |  |
| N.º | Título                                              | Duración |  |
| 1.  | «Nothing Really Matters» (Club 69 Future Mix)       | 8:20     |  |
| 2.  | «Nothing Really Matters» (Club 69 Future Dub)       | 5:49     |  |
| 3.  | «Nothing Really Matters» (Kruder & Dorfmeister Mix) | 11:10    |  |
| 4.  | «Nothing Really Matters» (Club 69 Radio Mix)        | 3:44     |  |

| 12" |                                                       |          |  |
| N.º | Título                                                | Duración |  |
| 1.  | «Nothing Really Matters» (Club 69 Vocal Club Mix)     | 7:53     |  |
| 2.  | «Nothing Really Matters» (versión del álbum)          | 4:28     |  |
| 3.  | «Nothing Really Matters» (Club 69 Future Mix)         | 8:20     |  |
| 4.  | «Nothing Really Matters» (Club 69 Radio Mix)          | 3:44     |  |
| 5.  | «Nothing Really Matters» (Club 69 Phunk Mix)          | 8:02     |  |
| 6.  | «Nothing Really Matters» (Vikram Radio Remix)         | 7:44     |  |
| 7.  | «Nothing Really Matters» (Club 69 Future Dub)         | 5:49     |  |
| 8.  | «Nothing Really Matters» (Kruder & Dorfmeister Remix) | 11:10    |  |

| Maxi CD |                                                     |          |  |
| N.º     | Título                                              | Duración |  |
| 1.      | «Nothing Really Matters» (versión del álbum)        | 4:28     |  |
| 2.      | «Nothing Really Matters» (Club 69 Radio Mix)        | 3:44     |  |
| 3.      | «Nothing Really Matters» (Club 69 Vocal Club Mix)   | 7:53     |  |
| 4.      | «Nothing Really Matters» (Kruder & Dorfmeister Mix) | 11:10    |  |

| Maxi CD |                                                       |          |  |
| N.º     | Título                                                | Duración |  |
| 1.      | «Nothing Really Matters» (versión del álbum)          | 4:28     |  |
| 2.      | «Nothing Really Matters» (Club 69 Vocal Club Mix)     | 7:53     |  |
| 3.      | «Nothing Really Matters» (Club 69 Future Mix)         | 8:20     |  |
| 4.      | «Nothing Really Matters» (Club 69 Phunk Mix)          | 8:02     |  |
| 5.      | «Nothing Really Matters» (Club 69 Speed Mix)          | 10:39    |  |
| 6.      | «Nothing Really Matters» (Kruder & Dorfmeister Remix) | 11:10    |  |
| 7.      | «Nothing Really Matters» (Vikram Remix)               | 7:44     |  |
| 8.      | «Nothing Really Matters» (Club 69 Future Dub)         | 5:49     |  |
| 9.      | «Nothing Really Matters» (Club 69 Radio Mix)          | 3:44     |  |

| Descarga digital - Remixes |                                                       |          |  |
| N.º                        | Título                                                | Duración |  |
| 1.                         | «Nothing Really Matters»                              | 4:27     |  |
| 2.                         | «Nothing Really Matters» (Club 69 Radio Mix)          | 3:44     |  |
| 3.                         | «Nothing Really Matters» (Club 69 Vocal Club Mix)     | 7:51     |  |
| 4.                         | «Nothing Really Matters» (Club 69 Future Mix)         | 8:18     |  |
| 5.                         | «Nothing Really Matters» (Club 69 Phunk Mix)          | 8:00     |  |
| 6.                         | «Nothing Really Matters» (Club 69 Speed Mix)          | 10:37    |  |
| 7.                         | «Nothing Really Matters» (Kruder & Dorfmeister Remix) | 11:08    |  |
| 8.                         | «Nothing Really Matters» (Vikram Remix)               | 7:43     |  |
| 9.                         | «Nothing Really Matters» (Club 69 Future Dub)         | 5:48     |  |

## Posicionamiento en listas
| País (Lista 1999)                         | Posición más alta |
| ----------------------------------------- | ----------------- |
| Alemania (Offizielle Deutsche Charts)     | 38                |
| Australia (ARIA)                          | 15                |
| Austria (Ö3 Austria Top 40)               | 29                |
| Bélgica Flandes (Ultratop Singles)        | 43                |
| Bélgica Valonia (Ultratop Singles)        | 39                |
| Canadá (RPM Top 100 Tracks)               | 7                 |
| Canadá (RPM Adult Contemporary)           | 21                |
| Canadá (RPM Dance)                        | 6                 |
| Canadá (SoundScan)                        | 6                 |
| Escocia (Scottish Singles Chart)          | 9                 |
| España (AFYVE)                            | 1                 |
| Estados Unidos (Billboard Hot 100)        | 93                |
| Estados Unidos (Dance Club Songs)         | 1                 |
| Estados Unidos (Dance Maxi-Singles Sales) | 3                 |
| Estados Unidos (Hot 100 Singles Sales)    | 27                |
| Estados Unidos (Mainstream Top 40)        | 25                |
| Estados Unidos (Gavin Top 40)             | 18                |
| Estados Unidos (R&R CHR/Pop)              | 20                |
| Europa (Eurochart Hot 100 Singles)        | 16                |
| Europa (European Radio Top 50)            | 2                 |
| Europa (European Dance Traxx)             | 6                 |
| Finlandia (Suomen virallinen lista)       | 6                 |
| Francia (SNEP)                            | 48                |
| Grecia (IFPI)                             | 5                 |
| Hungría (Mahasz)                          | 1                 |
| Irlanda (IRMA)                            | 28                |
| Islandia (Íslenski Listinn Topp 40)       | 5                 |
| Italia (Musica e dischi)                  | 11                |
| Nueva Zelanda (Recorded Music NZ)         | 7                 |
| Países Bajos (Top 40 Tipparade)           | 3                 |
| Países Bajos (Single Top 100)             | 34                |
| Polonia (LP3)                             | 8                 |
| Reino Unido (UK Singles Chart)            | 7                 |
| Suecia (Sverigetopplistan)                | 41                |
| Suiza (Schweizer Hitparade)               | 26                |

| País (Lista 1999)                         | Posición |
| ----------------------------------------- | -------- |
| Canadá (RPM Top 100 Tracks)               | 86       |
| Estados Unidos (Dance Club Songs)         | 9        |
| Estados Unidos (Dance Maxi-Singles Sales) | 26       |
| Europa (European Radio Top 100)           | 26       |
| Europa (European Dance Traxx)             | 53       |
| Rumania (Romanian Top 100)                | 36       |

## Certificaciones
| País (organismo certificador) | Certificación | Unidades certificadas |
| ----------------------------- | ------------- | --------------------- |
| Reino Unido (BPI)             | Plata         | 200 000               |

## Créditos y personal

### Dirección
- Grabación en Larrabee Studios North (Universal City, California).
- Masterización en Sterling Sound Studios (Nueva York).

### Personal
- Madonna: voz, composición, producción
- Patrick Leonard: composición
- William Orbit: producción
- Marius de Vries: producción
- Donna De Lory: coros
- Niki Haris: coros
- Steve Sidelnyk: programación de batería
- Pat McCarthy: ingeniería
- David Reitzas: ingeniería
- Jon Englesby: ingeniería
- Mark Endard: ingeniería
- Matt Silva: ingeniería
- Ted Jensen: masterización
- Luis Sánchez: fotografía
- Kevin Reagan: diseño, dirección artística

Créditos adaptados de las notas del álbum Ray of Light y del vinilo de 12" europeo de «Nothing Really Matters».